# 배진수 (1982년)
배진수(裵辰守, 1982년 1월 11일 ~ )는 대한민국의 제7대 부산광역시 사하구의원이다.

## 학력
- 신라대학교 사회복지학과 졸업

## 경력
- 괴정2동 청년회원
- 평생학습협의회 위원
- 도시디자인위원회 위원
- 사하문화 사랑방 운영위원
- 괴정4동 새마을 지도자협의회 회원
- 구민배심법정심의대상결정위원회 위원
- 2012 부산광역시 사하구의회 후보
- 동주대학 제30대 총학생회장
- 2014.07 ~ 2018.06 제7대 부산광역시 사하구의회 의원
- 2016.07 ~ 2018.06 제7대 부산광역시 사하구의회 후반기 도시위원회 부위원장
- 2016.07 ~ 2018.06 제7대 부산광역시 사하구의회 후반기 의회운영위원회 위원

## 역대 선거 결과
|  | 44.54% |

|  | 19.04% |

|  | 11.05% |

|  | 14.47% |

|  | 12.83% |